# Pedro Furió
|  | No s'ha de confondre amb Pere Furió. |

Pedro Furió (fou un compositor alacantí de primers de segle xviii)
Va ser mestre de capella de Santa Maria d'Elx a mitjan segle xviii i posteriorment de les catedrals de Lleó, Guadix i la Capella Reial de Granada fins al 1757 que fou substituït per Antonio Cavallero, en totes les quals es canten encara les seves obres musicals més notables, algunes de les quals figuren en el valuós donatiu que Barbieri va fer a la Biblioteca Nacional.